# XiamenAir
XiamenAir, precedentemente nota come Xiamen Airlines, è una compagnia aerea cinese con sede a Xiamen, nella provincia del Fujian. La compagnia aerea opera voli passeggeri di linea dall'aeroporto Internazionale di Xiamen Gaoqi e, in misura minore, dall'aeroporto Internazionale di Pechino-Daxing, dall'aeroporto Internazionale di Fuzhou-Changle e dall'aeroporto Internazionale di Hangzhou-Xiaoshan.
La compagnia aerea è di proprietà di China Southern Airlines (55%), Xiamen Construction and Development Group (34%) e Fujian Investment & Development Group (11%). Xiamen Airlines detiene una partecipazione del 99,47% in Hebei Airlines e una partecipazione del 60% in Jiangxi Air.

## Storia

### Xiamen Civil Aviation
La storia dell'industria aeronautica di Xiamen può essere fatta risalire all'Accademia dell'aviazione civile di Xiamen Wutong nel 1928, che all'epoca era una delle uniche tre accademie dell'aviazione nella Repubblica di Cina.
Nel 1929, la Zhangxia Navy costruì l'aeroporto navale Zengcuo Aun a Xiamen e nel 1932 gli uffici per China Airlines Xiamen, una joint venture tra Cina e Stati Uniti per gestire il trasporto aereo in vari luoghi. Successivamente, l'aeroporto fu abbandonato a causa dell'invasione giapponese della Cina.
Nel 1941, durante la seconda guerra mondiale, i giapponesi che occuparono Xiamen costruirono l'aeroporto di Gaoqi a est del villaggio per uso sia militare che civile. Dal 5 dicembre dello stesso anno, il primo volo commerciale tra Xiamen e Taipei decollò e atterrò all'aeroporto di Gaoqi.
Dopo la sconfitta e la resa del Giappone, l'aeroporto di Gaoqi fu rilevato dal governo nazionalista e convertito in aeroporto civile il 1º novembre 1947. Il 24 agosto 1949, l'ultimo volo di linea da Xiamen a Taipei decollò dall'aeroporto di Gaoqi. Per i successivi 33 anni, l'industria aeronautica di Xiamen è stata interrotta e l'aeroporto di Gaoqi è stato abbandonato dopo un breve periodo di uso militare.
Dopo la fondazione della Repubblica popolare cinese, Xiamen è stata a lungo in uno stato di guerra e non disponeva di un proprio aeroporto per l'aviazione civile a causa della sua posizione sul fronte dello Stretto di Taiwan. A quel tempo, i cittadini di Xiamen potevano viaggiare solo in barca o in treno. Questa contraddizione divenne ancora più evidente dopo l'istituzione della Zona economica speciale di Xiamen. Il 10 gennaio 1982, la Commissione militare centrale e il Consiglio di Stato approvarono la costruzione dell'aeroporto di Xiamen-Gaoqi.
Tuttavia, l'aeroporto non disponeva di una compagnia aerea che operasse come hub e non riusciva ancora a risolvere il problema della mancanza di capacità di trasporto passeggeri. Alla cerimonia di apertura dell'aeroporto di Xiamen, Zhang Ru, vice governatore del governo della provincia del Fujian, propose a Shen Tu, direttore dell'Amministrazione dell'aviazione civile della Cina, che la CAAC e la provincia del Fujian collaborassero per stabilire una compagnia aerea. Immediatamente dopo, il Comitato Provinciale del Fujian del PCC incaricò il Vice Governatore Zhang Ru e il Vice Sindaco della città di Xiamen Xiang Zhen di lavorare con il Direttore Wang Dao del Dipartimento di Pianificazione del CAAC per studiare la creazione di una compagnia aerea.

### Fondazione
Il 16 ottobre 1983, il presidente di Aloha Airlines, Chen Qing, un cinese-americano, visitò Xiamen per studiare il piano di creazione di una compagnia aerea di joint venture sino-straniera a Xiamen. Wu Zhongliang, che all'epoca era coinvolto nella costituzione di Xiamen Airlines, ha ricordato che Aloha Airlines aveva persino intenzione di spostare la sua base a Xiamen in quel momento.
Il 10 gennaio 1984, il governo municipale di Xiamen aveva redatto il "Piano concettuale e opinioni sulla joint venture sino-straniera per operare nella zona speciale della Cina Xiamen United Airlines Co. Ltd". Il 25 gennaio, i rappresentanti della provincia del Fujian e della città di Xiamen si recarono presso l'Amministrazione dell'aviazione civile cinese (CAAC) per un rapporto sul progetto, menzionando che sarebbe stata data priorità alle imprese congiunte di CAAC e provincia del Fujian, a condizione che velivoli e fondi fossero garantiti. Successivamente, la CAAC, la provincia del Fujian e la città di Xiamen tenettero una riunione speciale sulla proposta della compagnia aerea di joint venture e alla fine la respinsero sulla base dei diritti aerei e di altre questioni.
Il 2 marzo 1984, l'Amministrazione per l'aviazione civile della Cina e il governo provinciale del Fujian emisero congiuntamente l'"Approvazione dell'accordo sulle operazioni di joint venture di Xiamen Airlines Co. Ltd". La Xiamen Air Co. Ltd venne ufficialmente costituita il 25 luglio 1984 come prima compagnia aerea locale e prima joint venture tra il governo centrale e quello locale; l'aeroporto di Gaoqi fu scelto come base.
Il 5 gennaio 1985 alle 9:55, un Boeing 737 della Xiamen Airlines in wet lease atterrò all'aeroporto di Pechino-Capitale alle 12:27. dopo 2 ore e 32 minuti di volo; questa fu la prima rotta aperta da Xiamen Airlines. Nel pomeriggio venne ufficialmente aperta anche la seconda rotta, Xiamen-Canton, con la partecipazione di Jiang Ping, vicesindaco di Xiamen, e leader di Xiamen Airlines. Il 10 gennaio, la compagnia aprì la sua terza rotta, Xiamen-Shanghai. Il 12 febbraio 1985, Xiamen Airlines noleggiò il suo primo 737-200 e il 18 dicembre 1985, la terza riunione del primo consiglio di amministrazione e la prima riunione del secondo consiglio di amministrazione di Xiamen Airlines decisero di trasferire le azioni della Civil Aviation Administration di Shanghai per Xiamen Airlines alla Civil Aviation Administration di Canton, con lo stesso rapporto di apporto di capitale da parte di ciascuna. L'accordo di joint venture di Xiamen Airlines da parte dei tre azionisti e lo statuto di Xiamen Airlines furono modificati e sottoposti ad approvazione; il tutto entrò in vigore il 1º gennaio 1986. Il 16 novembre, il primo 737-200 venne trasferito da Canton a Xiamen. Nel novembre 1987, Xiamen Airlines introdusse il secondo 737-200 e in quell'anno annullò la perdita operativa dei primi tre anni realizzando per la prima volta un profitto di 3,17 milioni di RMB.

### Espansione

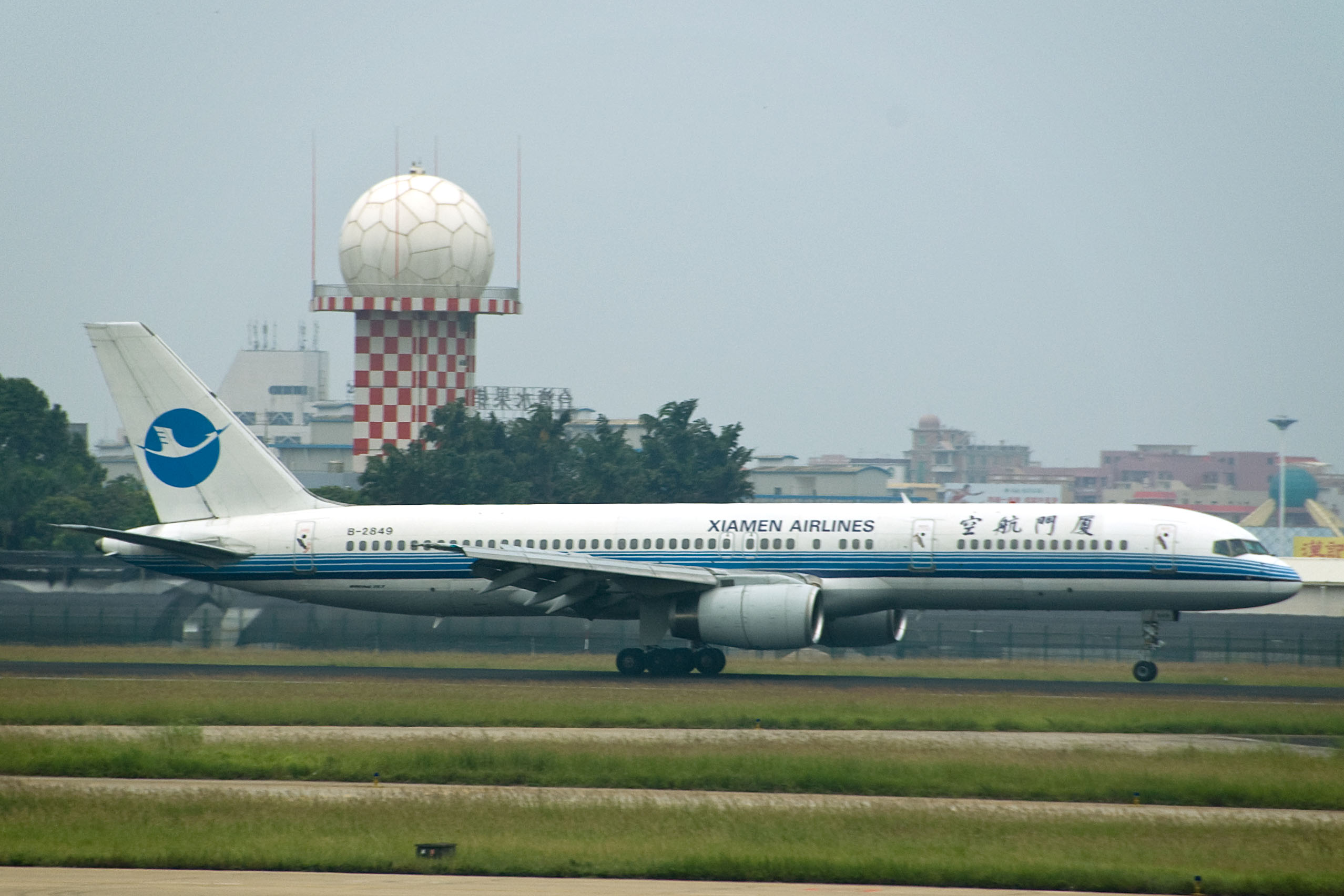
Un Boeing 757-200 nella livrea originale della compagnia.

Xiamen Airlines compì progressi innovativi nell'organizzazione aziendale, nel funzionamento e nella gestione e nei servizi di trasporto. Al momento della sua costituzione era posizionata come una società a responsabilità limitata autofinanziata e con contabilità indipendente. Nel 1989 vennero apportate riforme all'organizzazione, alla gestione del personale, alla distribuzione del lavoro, al sistema abitativo, all'assicurazione medica e ai benefici per i dipendenti. Nel 1997 venne implementato il sistema contrattuale per i dipendenti.
Il 16 novembre 1986, il primo aereo della Xiamen Airlines fu trasferito da Canton a Xiamen per iniziare le sue operazioni. Nello stesso anno, Xiamen Airlines disse addio alle sue perdite e aprì il sipario su 27 anni di redditività continua. L'8 agosto 1988, la compagnia rilevò la proprietà del suo primo nuovo aereo da Boeing (Xiamen Airlines aveva precedentemente utilizzato vecchi aerei venduti a Xiamen Airlines da China Southern Airlines e Southwest Airlines). L'aereo era un Boeing 737-25C Advanced (numero di registrazione B-2524); venne poi ritirato dal servizio nel 2003 e rivenduto a Blue Dart Express.
Nel 1991, la General Administration of Civil Aviation (GACA) approvò "Blue Sky and White Heron" come nuovo logo aziendale. Nello stesso anno, l'amministrazione dell'aviazione civile separò il governo e le imprese e fondò la China Southern Airlines, e le azioni detenute dall'amministrazione dell'aviazione civile di Canton furono trasferite alla China Southern Airlines.
Il 12 agosto 1992, Xiamen Airlines prese in consegna il suo primo Boeing 757-200, registrato B-2819, che era anche il centesimo aereo consegnato al sistema di aviazione civile cinese da Boeing. Questo velivolo è stato ritirato nel 2008 e venduto a Blue Dart Aviation che ha convertito l'aereo per il trasporto di merci.
Nel 2000, Xiamen Airlines lanciò i servizi tra Xiamen e Bangkok, il primo servizio internazionale della compagnia.
Il 25 luglio 2012, Xiamen Airlines ha cambiato per la prima volta il suo logo da "Blue Sky with White Heron" a "One Heron Flying High", e il tema della livrea è stato cambiato da "Reform Music" a "Sea and Sky".

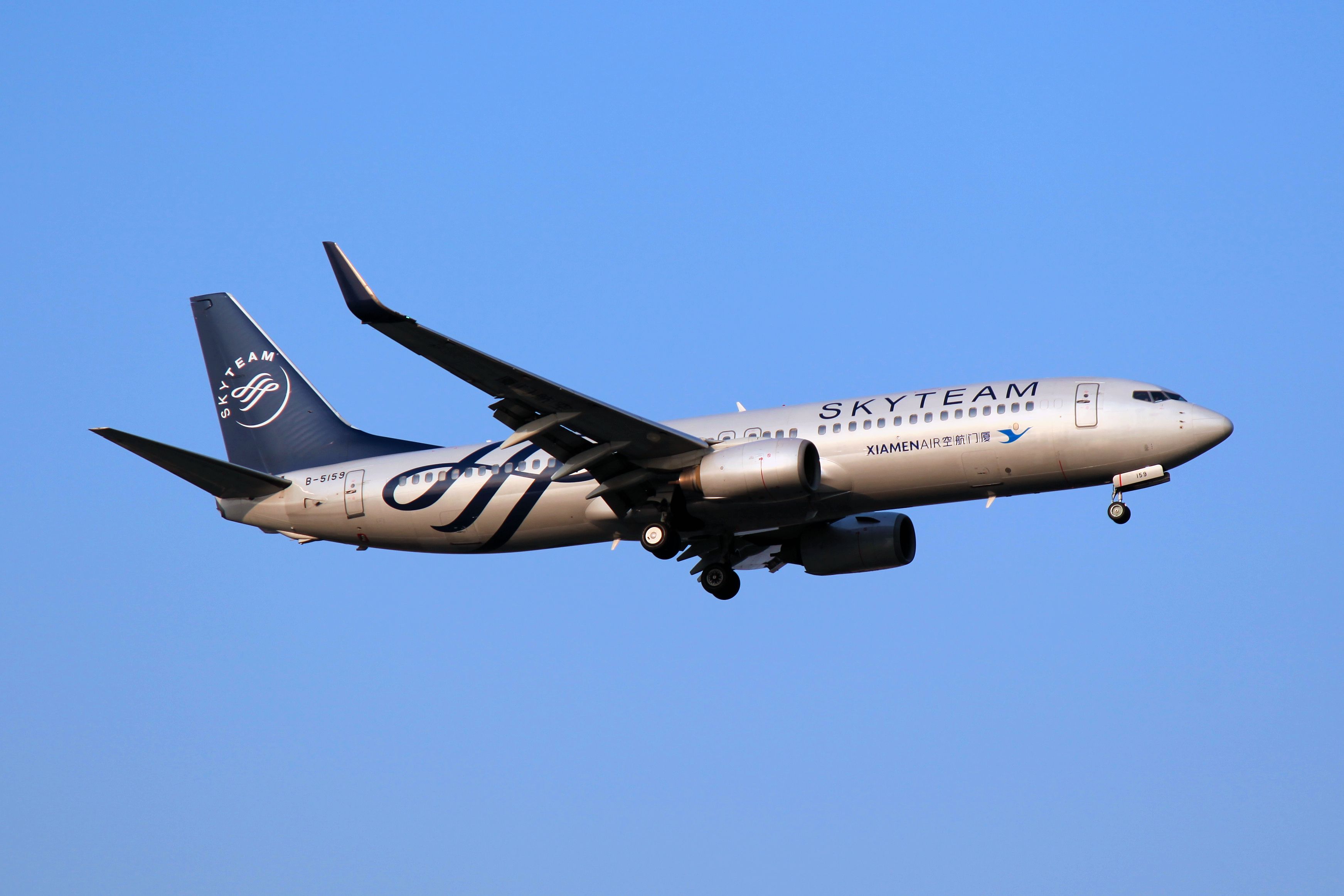
Un Boeing 737-800 di XiamenAir nella livrea di SkyTeam.

Il 17 novembre dello stesso anno, SkyTeam ha annunciato ufficialmente i dettagli dell'adesione di Xiamen Airlines all'alleanza e ha firmato una lettera di intenti per aderire all'alleanza a Roma, in Italia; il 21 novembre 2012, Xiamen Airlines è diventata ufficialmente il 19° membro di SkyTeam e ha aggiunto tre nuovi hub all'alleanza: Xiamen, Fuzhou e Hangzhou, rendendola la prima compagnia aerea cinese ad aderire a una delle tre alleanze globali, oltre alle tre principali compagnie aeree statali (di cui China Southern, la società madre di Xiamen Airlines, si è ritirata da SkyTeam il 1º gennaio 2019) e Shanghai Airlines, che ha aderito all'alleanza come membro sussidiario.
Il 1º dicembre 2018, l'ultimo Boeing 757 di Xiamen Airlines (marche B-2868) è stato ritirato dopo il suo ultimo volo da Shanghai Hongqiao-Xiamen, e da allora non ci sono stati voli per trasporto passeggeri su Boeing 757 nel territorio della Grande Cina.
Con lo sviluppo del settore dell'aviazione cinese, la compagnia aerea si è espansa verso destinazioni asiatiche regionali, mentre la consegna di Boeing 787 Dreamliner a fusoliera larga le ha consentito di offrire servizi a lunga distanza. La prima espansione intercontinentale della compagnia aerea è stata verso l'Europa, iniziata con un servizio per Amsterdam dal 26 luglio 2015 e un servizio per Parigi dall'11 dicembre 2018. I servizi per Sydney sono seguiti dal 30 novembre 2015 e Melbourne un anno dopo. Il 26 luglio 2016 è stato lanciato il primo servizio nordamericano della compagnia aerea per Vancouver. Il primo servizio statunitense di XiamenAir è stato per Seattle, seguito da Los Angeles e poi da New York.
All'inizio del 2020, la compagnia aerea aveva stabilito basi presso l'aeroporto Internazionale di Fuzhou-Changle, l'aeroporto Internazionale di Nanchang-Changbei, l'aeroporto Internazionale di Hangzhou-Xiaoshan, l'aeroporto di Tianjin-Binhai, l'aeroporto di Changsha-Huanghua, l'aeroporto Internazionale di Pechino-Daxing (spostato dall'aeroporto di Pechino-Capitale), l'aeroporto di Quanzhou-Jinjiang, l'aeroporto Internazionale di Chongqing-Jiangbei e l'aeroporto Internazionale di Shanghai-Hongqiao.

## Destinazioni

### Accordi commerciali
Al 2022 XiamenAir ha accordi di code-share con le seguenti compagnie:
- Air France
- China Eastern Airlines
- China Southern Airlines[22]
- Garuda Indonesia[23]
- Japan Airlines[24]
- KLM[25]
- Korean Air[26]
- Malaysia Airlines[27]
- Mandarin Airlines
- Philippine Airlines[28]
- Saudia
- Vietnam Airlines[29]

### Alleanze
Il 21 novembre 2012 XiamenAir è entrata a far parte di SkyTeam.

### Joint venture
XiamenAir ha accordi di joint venture con le seguenti compagnie aeree:
- Air France[31]
- China Southern Airlines[31]
- KLM[31]

## Flotta

### Flotta attuale

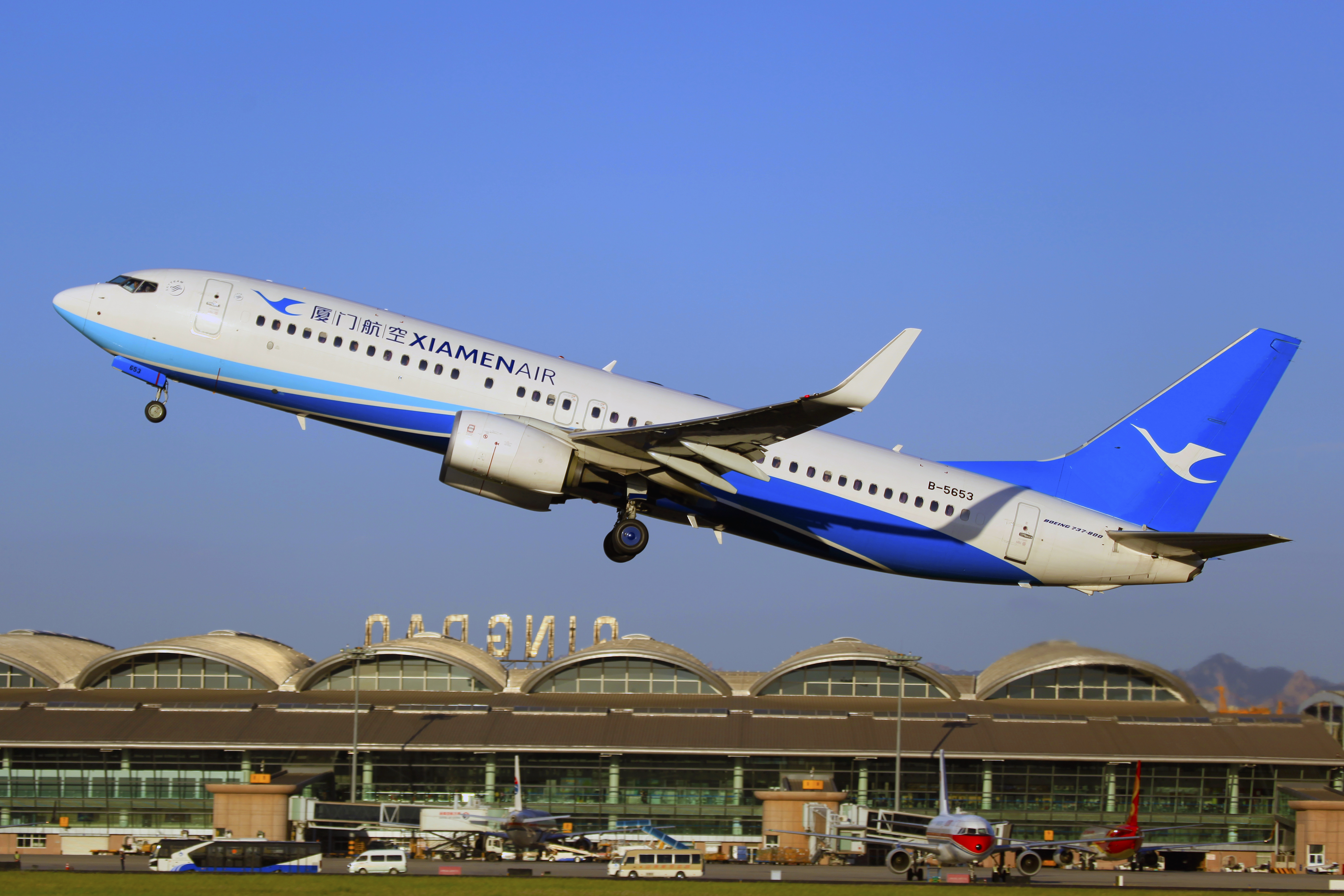
Un Boeing 737-800.

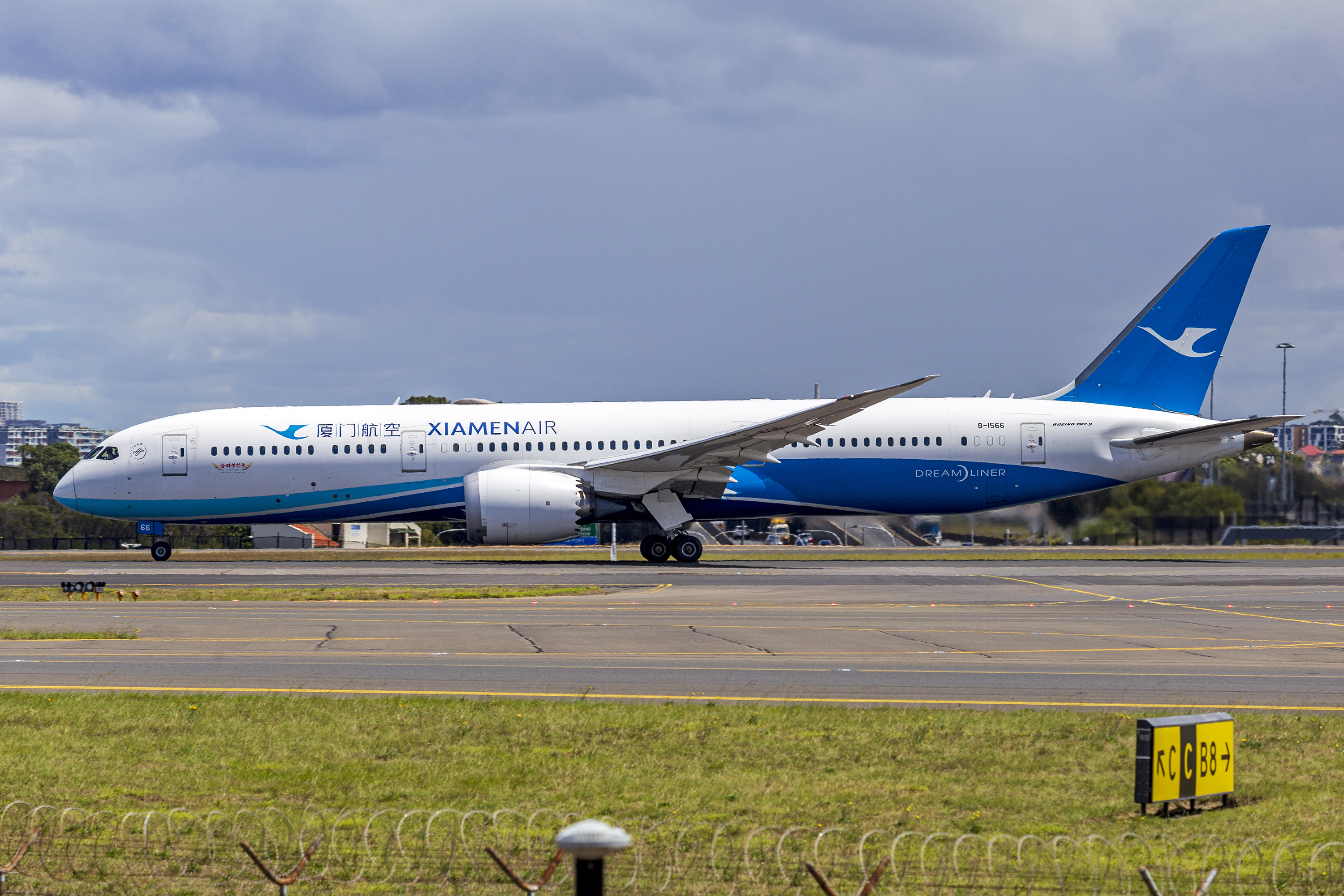
Un Boeing 787-9.

Ad aprile 2024 la flotta di XiamenAir è così composta:

### Flotta storica

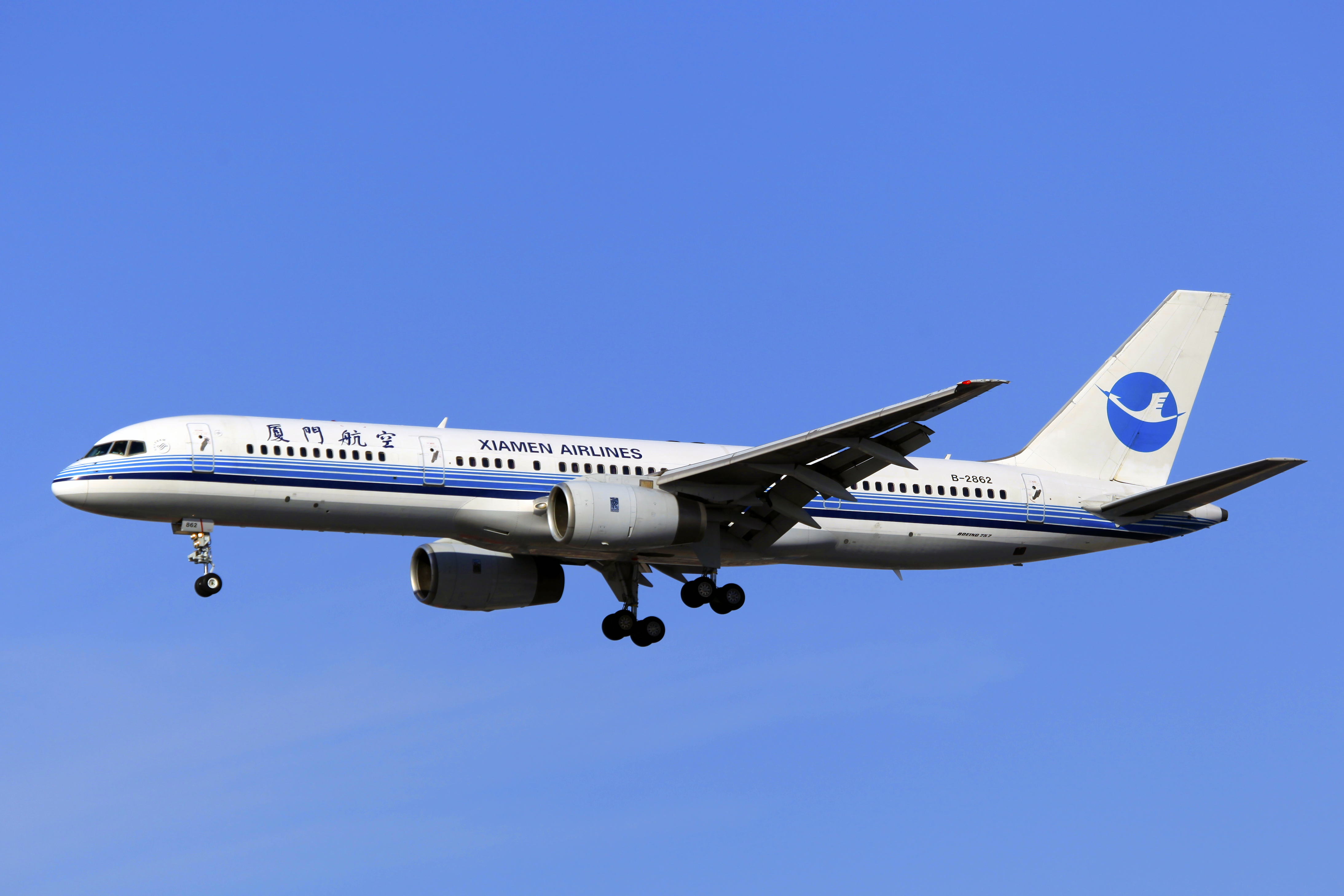
Un Boeing 757-200 nella vecchia livrea.

XiamenAir operava in precedenza con i seguenti aeromobili:

## Incidenti
- Il 2 ottobre 1990, il volo Xiamen Airlines 8301 da Xiamen a Canton, un Boeing 737-200, fu dirottato poco dopo il decollo e si scontrò con altri due aerei durante l'atterraggio all'aeroporto Internazionale di Baiyun, provocando la morte di 128 persone.[36]
- Il 30 aprile 2008, il volo Xiamen Airlines 8052, un Boeing 737-700 con marche B-2992, non ha seguito le istruzioni della torre di controllo di attendere il decollo del volo China Southern Airlines 6621 ed è entrato per errore nella pista 10 senza informare i controllori. A questo punto, il volo China Southern Airlines aveva già iniziato ad accelerare ed era troppo tardi perché il volo Xiamen lo evitasse. Dopo aver sentito la chiamata del volo Xiamen Airlines, il volo China Southern ha immediatamente avviato una frenata di emergenza ed ha girato per evitare lo scontro. L'aereo si è presto fermato completamente, con i carrelli anteriori dei due velivoli a soli 35 metri di distanza. Dopo l'incidente, l'equipaggio di volo della Xiamen Airlines non ha seguito le istruzioni della torre di annullare il volo per indagini e ha persino cancellato le registrazioni della scatola nera nel tentativo di eludere la responsabilità. Il comandante della Xiamen Airlines è stato infine sospeso.[37]
- Il 16 agosto 2018, il volo Xiamen Airlines 8667 è uscito di pista durante l'atterraggio all'aeroporto Internazionale Ninoy Aquino di Manila, nelle Filippine, in mezzo a forti piogge monsoniche. Tutti i 157 passeggeri e l'equipaggio sono rimasti illesi.[38]